# 大眼海豬魚
大眼海豬魚（学名：Halichoeres argus），又名全珠海猪鱼，為輻鰭魚綱鱸形目隆頭魚亞目隆頭魚科的其中一種。

## 分布
本魚印度西太平洋區，包括斯里蘭卡、日本、臺灣、澳洲、馬來西亞、印尼、菲律賓、斐濟、東加、泰國、越南等海域。

## 深度
水深2至30公尺。

## 特徵
本魚體側扁，體色變化大。幼魚體呈黑色，體側具數條白色細縱紋，背鰭上具一眼狀斑，成魚體呈綠色，體側具紅色網狀紋，頭部具紅色放射紋。背鰭硬棘9枚、背鰭軟條11至12枚、臀鰭硬棘3枚、臀鰭軟條11至12枚。體長可達12公分。

## 生態
本魚棲息於水流平緩的岩礁或珊瑚礁區，喜歡綠藻多的地方，夜晚潛沙而眠，屬肉食性，以小型無脊椎動物為食。

## 經濟利用
可食，但多不作食用，一般作觀賞魚來飼養。